# Жан-Поль Лоран
Жан-Поль Лоран (фр. Jean-Paul Laurens; 28 березня 1838, Фуркево, Верхня Гаронна — 23 березня 1921, Париж) — французький живописець, художник-монументаліст, скульптор, графік та ілюстратор.

## Життя та творчість
Спочатку Лоран вивчав живопис у художній школі в Тулузі, потім навчався у Парижі у Леона Коньє та Олександра Біда. Неодноразово брав участь у Паризьких салонах. Малював на історичні та релігійні теми.
У 1879 році його картина «Звільнення ув'язнених у Каркасоні» відзначена почесною медаллю. Починаючи з 1864 року Лоран писав картини переважно на історичну тематику; вважав за краще відображати різні трагічні і навіть жахливі події минулого. Зображення давав зазвичай у темних та важких тонах.
На замовлення французького уряду написав для паризького Пантеону два полотна, присвячених Святій Женев'єві: «Св. Женев'єва на смертному ложі» (1877—1880) і «Положення Св. Женев'єва у труну». Розписав також плафони у театрі Одеон та внутрішні приміщення тулузького Капітолію (будівлі мерії Тулузи). Окрім історичних полотен з успіхом писав портрети. Також ілюстрував твори історика Огюстена Тьєррі.
З 1891 — член французької Академії витончених мистецтв.
Викладав у Академії Жюліана. Серед його учнів: визначний японський портретист Сотаро Ясуї; німецький та ізраїльський графік та художник-експресіоніст Якоб Штейнхардт, італієць Італіно Брасс, поляк Станіслав Рейхан, француз Рене-Поль Шутценбергер, швед Річард Берг, американець Вільям Смедлі, румун Іон Теодореску-Сіон та інші. З російських художників у майстерні Лорана навчалися М. А. Тархов та М. Д. Міліоті.
Двоє з його синів, Поль Альбер Лоран (1870—1934) та Жан-П'єр Лоран (1875—1932), також стали художниками та вчителями в Академії Жюліана.